# Tris Speaker
Tristam Speaker (4 avril 1888 - 8 décembre 1958) fut un joueur américain de baseball. Il est parmi les joueurs ayant frappé 3000 coups sûrs. Il a remporté trois fois la Série mondiale, en 1912 et 1915 avec les Red Sox de Boston et en 1920 avec les Indians de Cleveland.
Pendant sa jeunesse, Speaker s'est blessé le bras droit et a donc du apprendre à lancer avec sa main gauche. Puis au lycée, pendant un match de football américain il s'est blessé le bras gauche et les chirurgiens ont recommandé que son bras soit amputé. Il a refusé et à la fin de sa carrière il fut classé 2e pour les coups sûrs.

## Carrière professionnelle
Fenway Park fut ouvert le 20 avril 1912 avec Speaker comme voltigeur de centre pour les Red Sox de Boston. Là il a joué chacune des 153 parties de la saison et a mené la Ligue en doubles (53) et coups de circuit (10). Il aussi volé 52 buts et est donc le premier joueur ayant volé 50 buts et ayant frappé 50 doubles lors de la même saison. Pendant le World Series, la série était en égalité 3 matchs à 3 contre les Giants de New York. Speaker était au bâton avec un coureur au troisième but. Il a frappé la balle hors jeu et le joueur de premier but des Giants l'a laissé tomber. Le prochain lancer, Speaker a frappé la balle en jeu pour un coup sûr pour égaliser le score, suivi d'un point produit par Larry Gardner pour gagner la série 4 matchs à 3.
En 1915, ils ont regagné les Séries mondiales face aux Phillies de Philadelphie menés par Speaker qui avait une moyenne de 0,322 avec 108 points comptés. 
À la fin de sa carrière Speaker est devenu manager-joueur des Indians de Cleveland. Il fut le manager en 1920 quand Ray Chapman fut tué par un lancer à la tête. Il a mené l'équipe avec 214 coups sûrs, 107 points produits et 137 points comptés. Comme manager des Indians, il a gagné 617 parties pour 520 défaites, avant de prendre sa retraite comme manager mais pas comme joueur. Le 17 mai, 1925 il a frappé son 3000e coup sûr, devenant le deuxième joueur à le faire avec les Indians (le premier étant Nap Lajoie).

## Classements
- Premier pour les doubles
- 5e pour la moyenne en carrière
- 5e pour les coups sûrs
- 6e pour les triples
- 8e pour les points comptés

- Mené la ligue à la moyenne au bâton en 1916
- Mené la ligue en coups de circuit en 1912
- Mené la ligue en coups sûrs en 1914
- Mené la ligue en doubles huit fois
- Élu le meilleur joueur des ligues majeures en 1912
- Septième joueur élu au temple de la renommée du baseball

## Statistiques
(en) Statistiques en carrière sur Baseball-Reference.com.
| Parties | AB    | R    | H    | 2B  | 3B  | HR  | RBI  | SB  | CS  | BB   | SO  | AVG   | OBP   | SLG   | OPS   | TB   | SH  | HBP |
| 2789    | 10195 | 1882 | 3514 | 792 | 222 | 117 | 1529 | 432 | 129 | 1381 | 220 | 0,345 | 0,428 | 0,500 | 0,928 | 5101 | 309 | 103 |